# Lebanon (Pensylwania)
Lebanon – miasto w Stanach Zjednoczonych, w stanie Pensylwania, w hrabstwie Lebanon.